# This Is Our Youth
This Is Our Youth (ou Erreur de jeunesse) est une pièce de théâtre de Kenneth Lonergan créée en 1996. 
Produite à l'origine par The New Group, elle fut créée au INTAR Theatre de New York en octobre 1996, puis par la suite au Douglas Fairbanks Theatre en novembre 1998. Mise en scène par Mark Brokaw, avec Mark Rosenthal dans le rôle de Dennis, Mark Ruffalo dans celui de Warren, et Missy Yager en Jessica. Plus tard, elle connut un vif succès à Londres et fut reprise Off-Broadway en 2001.
La pièce est entrée dans le cœur d'une jeune génération de comédiens par son thème moderne et le challenge de présenter un problème majeur. Particulièrement prisée par de nombreux acteurs de télévision ou de cinéma désireux de faire leur premiers pas sur scène comme Hayden Christensen, Matt Damon, Colin Hanks, Chris Klein dans le rôle de Dennis, Jake Gyllenhaal, Colin Hanks, Casey Affleck, Michael Cera, et Freddie Prinze Jr. dans celui de Warren, et Anna Paquin, Summer Phoenix, Alison Lohman, Heather Burns ou Emily Barclay pour Jessica.  Kieran Culkin quant à lui joué Warren à Londres et dernièrement Dennis à Sydney et lors de la reprise de la pièce à Broadway en 2014. Par la suite, Tavi Gevinson reprend également un rôle dans cette pièce.
Cette pièce est adaptée en français sous le titre "Erreur de Jeunesses" après une première version en 2008 présentée en lecture. Une production est en cours, et sera mise en scène par les acteurs de la Keys Acting Studio à Paris courant 2021.

## Résumé
La pièce se passe sur deux jours dans l'appartement de Dennis Ziegler dans l'Upper West Side de Manhattan en mars 1982. Warren Straub, ami de Dennis âgé de 19 ans, vient d'être jeté dehors et a volé $15,000 à son intraitable père. Dennis, plus futé et dominant des deux, dépense une partie de la somme en cocaïne, espérant la revendre à profit à un de ses jeunes clients. Jessica Goldman, une jeune étudiante psychorigide et anxieuse, débarque et rencontre Warren qui utilise l'argent restant pour la séduire.
La pièce explore l'éternel problème de l'adolescence et de la maturité, dans une période charnière où la politique de Reagan rend ces personnages désemparés. Issus d'un milieu pourtant aisé, ils doivent trouver leur place dans « un monde où les idéaux émergés des années 60 ont été avalés par le libéralisme social et le capitalisme arbitraire ».